# She-crab soup

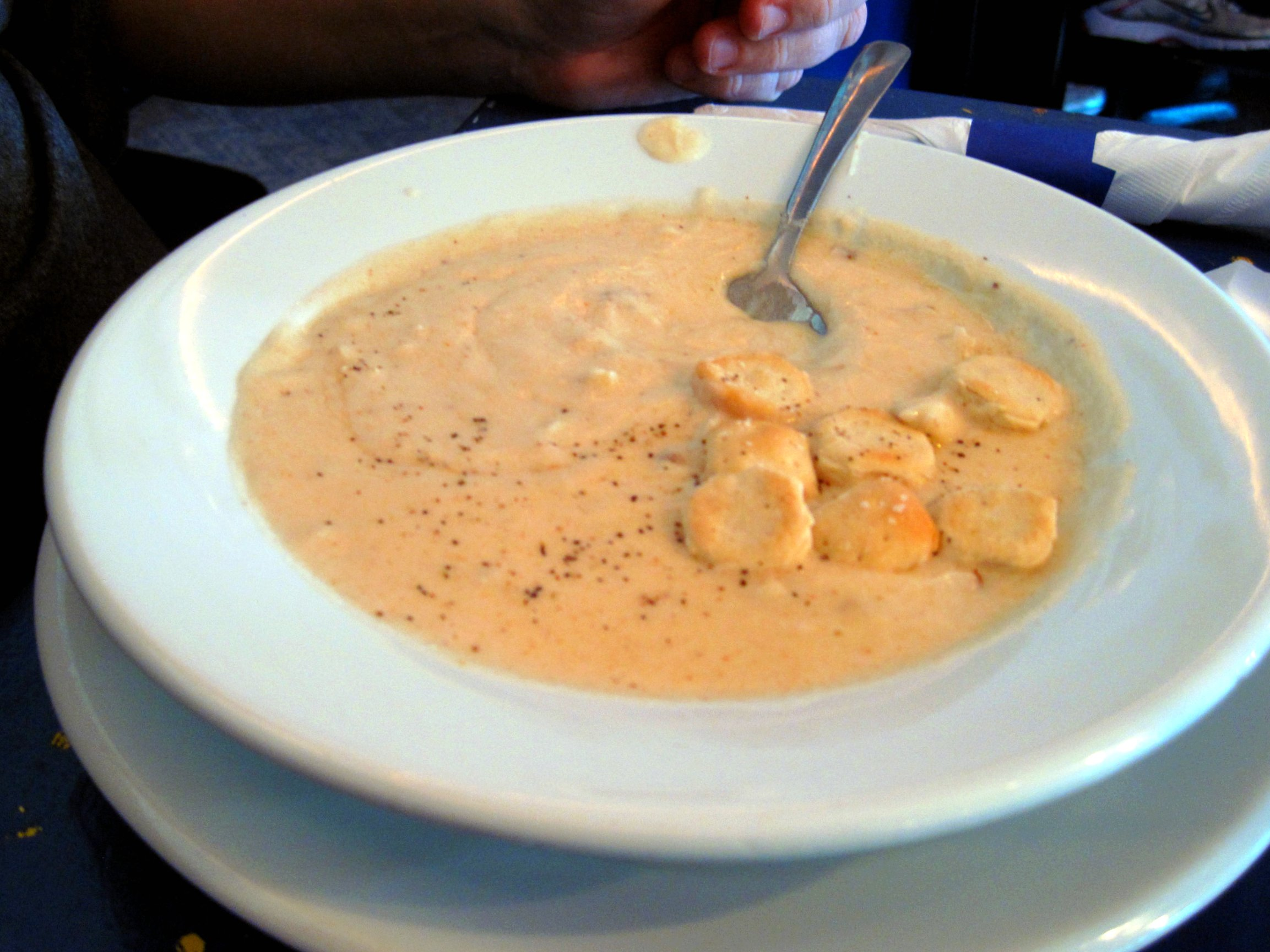
Aspecto cremoso de la She-Crab Soup.

El She-crab soup es una sopa de cangrejo muy similar al bisque elaborada con la carne del cangrejo azul (Callinectes sapidus) y tradicionalmente también las huevas del crustáceo decápodo. Es un plato muy popular en el condado de Charleston de Carolina del Sur (Estados Unidos), siendo un clásico de la cocina lowcountry. Es una sopa que se sirve caliente y que posee su temporada a mediados de invierno. 

## Concepto
La sopa tiene documentada su receta desde el año 1930 atribuyendo su receta a Ms Rhett. Se denomina "She-Crab" por ser empleados sólo los cangrejos del género femenino. Se trata de una sopa cremosa saboreada con las propias huevas del cangrejo azul, así como vino jerez.  